# Юванє
Юванє (словен. Juvanje) — поселення в общині Любно, Савинський регіон, Словенія. Висота над рівнем моря: 410,5 м. 